# Very Mary-Kate
Very Mary-Kate is een internetserie "uitgezonden" op Collegehumor, geschreven door Elaine Carroll (ook hoofdrolspeelster) en geregisseerd door Sam Reich. De serie is sinds 1 december 2011 aan haar derde seizoen begonnen en bestaat uit afleveringen van ongeveer 2 minuten.
De serie Very Mary-Kate schets het leven van Mary-Kate Olsen, gespeeld door Elaine Carroll. Het echte leven van de Olsen Twins wordt hierin op komische wijze ingevuld maar behandelt ook echte onderdelen, zoals het hebben van een bodyguard (genaamd: Bodyguard) en het volgen van college op NYU.

## Karakters en acteurs
- Mary-Kate Olsen (Elaine Carroll) – de hoofdpersoon MK die in de eerste aflevering apart gaat wonen van haar tweelingzus. Ze heeft haar bodyguard (Bodyguard) bijna altijd om zich heen. Verder volgt ze college op NYU (vooral bij Fat Professor) in de specialisatie pony's en volgt een strikt dieet van foto's van voedsel.
- Ashley Olsen (Elaine Carroll) - tweelingzus van Mary-Kate, heeft soms gevoelens voor Bodyguard en ook de reden dat Mary-Kate soms spiegelgesprekken met zichzelf heeft.
- Bodyguard (Luke Sholl) – MK's bodyguard die meer als haar nanny of voogd optreedt. Hij steunt haar in bijna alles en zal haar ook verdedigen als nodig, zeker tegenover Fat Professor. Hij heeft een korte affaire met Ashley gehad.
- Phil Lansford aka "Fat Professor" (Will Hines) – De geschiedenisprofessor van NYU waar MK colleges van volgt. Ondanks zijn naam is hij van een normaal postuur en heeft hij zelfs een halve marathon gelopen.
- Philip Seymour Hoffman (Josh Ruben) – komt in de serie als MK's acteercoach, maar wordt direct haar stalker. Hij probeert vaak seksistische zinnen uit haar te ontfutselen.
- Brandon Scott Jones (Olivier Sarkozy)